# Governo Pavel Filip
Il governo Pavel Filip è stato il governo della Repubblica di Moldavia dal 20 gennaio 2016 all'8 giugno 2019.

## Storia
Dopo lunghe trattative tra i tre partiti parlamentari pro-europei, PLDM, PDM e PL, non si era arrivato ad un consenso. La repubblica è entrata in crisi politica. Dopo che il 21 dicembre 2015 Vlad Plahotniuc ha annunciato il suo ritorno in politica e nel Partito Democratico, dichiarando che „lui parteciperà in modo diretto alla formazione della maggioranza parlamentare che sarebbe in grado di assicurare l’amministrazione stabile e [...] riuscirebbe ad accumulare anche i voti necessari per eleggere il presidente della repubblica nel mese di marzo, anno prossimo”. Poche ore dopo, alla mattina del 21 dicembre, 14 deputati comunisti hanno dichiarato che lasciano la frazione del Partito Comunista  e che formeranno la propria piattaforma parlamentare: Piattaforma Sociale Democratica per la Moldova, poi dopo il PDM e il gruppo degli ex-comunisti iniziarono a portare discussioni per la formazione della maggioranza parlamentare.
Il 13 gennaio 2016 la nuova maggioranza parlamentare formata ha avanzato la candidatura di Vlad Plahotniuc per la carica di primo ministro, però, il presidente della Repubblica Moldova, Nicolae Timofti, ha rifiutato la sua candidatura motivando che „ci sono sospetti fondati che il signore Vladimir Plahotniuc non corrisponde ai criteri di integrità, necessari per la sua nomina nella carica di primo ministro, considerando anche il D.Lgs. nr. 5 del 15.02.2013, pubblicato nella Gazzetta Ufficiale in data di 22.02.2013, Vladimir Plahotniuc ha ricevuto il voto di sfiducia, nella sua carica di primo vice presidente del Parlamento, essendo accusato di complicità in atti illeciti che potrebbero portare pregiudizio all’immagine della Repubblica Moldova”.
In seguito, il presidente Nicolae Timofti ha nominato Ion Păduraru nella carica di primo ministro, ma dopo che quest’ultimo ha rifiutato di nuovo candidare, per evitare elezioni anticipati, la maggioranza parlamentare ha eletto come primo ministro l’ex ministro delle tecnologie ed informatica, Pavel Filip, con i voti dei 57 dai 101 deputati. Dopo l’investitura del Governo Filip sono ricominciate una serie di protesti a larga scala.
In data di 13 dicembre Mihai Ghimpul ha rifiutato di sostenere politicamente Anatol Șalaru (ministro della difesa). Il 27 dicembre Igor Dodon ha sottoscritto il decreto riguardo alla dimissione di Anatol Șalaru dalla carica di ministro della difesa.

## Compagine governativa
| Ministero                                              | Nome              | Partito      | In carica da      | Entro il           |
| ------------------------------------------------------ | ----------------- | ------------ | ----------------- | ------------------ |
| Primi ministri                                         | Pavel Filip       | PDM          | 20 gennaio 2016   |                    |
| Vice primi ministri                                    |                   |              |                   |                    |
| Vice primo ministro per l’Integrazione Europea         | Iurie Leancă      | PPEM         | 10 gennaio 2018   |                    |
| Vice primo ministro per la Reintegrazione              | Cristina Lesnic   | Indipendente | 10 gennaio 2018   |                    |
| Ministri                                               |                   |              |                   |                    |
| Ministero dell’Economia e Infrastrutture               | Chiril Gaburici   | Indipendente | 10 gennaio 2018   |                    |
| Ministero dell’Economia e Infrastrutture               | Octavian Calmîc   | Indipendente | 20 gennaio 2016   | 21 dicembre 2017   |
| Ministero Affari Esteri e Integrazione Europea         | Tudor Ulianovschi | Indipendente | 10 gennaio 2018   |                    |
| Ministero Affari Esteri e Integrazione Europea         | Andrei Galbur     | Indipendente | 20 gennaio 2016   | 21 dicembre 2017   |
| Ministero dell’Interno                                 | Alexandru Jizdan  | Indipendente | 20 gennaio 2016   |                    |
| Ministero della Difesa                                 | Eugen Sturza      | PPEM         | 24 ottobre 2017   |                    |
| Ministero della Difesa                                 | Anatol Șalaru     | PL           | 30 luglio 2015    | 27 dicembre 2016   |
| Ministero della Giustizia                              | Victoria Iftodi   | Indipendente | 19 marzo 2018     |                    |
| Ministero della Giustizia                              | Alexandru Tănase  | Indipendente | 10 gennaio 2018   | 12 marzo 2018      |
| Ministero della Giustizia                              | Vladimir Cebotari | PDM          | 30 luglio 2015    | 21 dicembre 2017   |
| Ministero delle Finanze                                | Octavian Armașu   | Indipendente | 20 gennaio 2016   |                    |
| Ministero dell’agricoltura, Sviluppo Regionale e Medio | Nicolae Ciubuc    | Indipendente | 25 settembre 2018 |                    |
| Ministero dell’agricoltura, Sviluppo Regionale e Medio | Liviu Volconovici | Indipendente | 10 gennaio 2018   | 19 septembrie 2018 |
| Ministero dell’agricoltura, Sviluppo Regionale e Medio | Vasile Bîtca      | PDM          | 26 luglio 2017    | 21 dicembre 2017   |
| Ministero dell’agricoltura, Sviluppo Regionale e Medio | Eduard Grama      | Indipendente | 30 luglio 2015    | 20 marzo 2017      |
| Ministero dell’Istruzione, Cultura e Ricerca           | Monica Babuc      | PDM          | 26 luglio 2017    |                    |
| Ministero dell’Istruzione, Cultura e Ricerca           | Corina Fusu       | PL           | 30 luglio 2015    | 30 maggio 2017     |
| Ministero della Salute, Lavoro e Politiche Sociali     | Silvia Radu       | Indipendente | 25 settembre 2018 |                    |
| Ministero della Salute, Lavoro e Politiche Sociali     | Svetlana Cebotari | Indipendente | 10 gennaio 2018   | 19 settembre 2018  |
| Ministero della Salute, Lavoro e Politiche Sociali     | Stela Grigoraș    | Indipendente | 26 luglio 2017    | 21 dicembre 2017   |
| Ministero della Salute, Lavoro e Politiche Sociali     | Ruxanda Glavan    | PDM          | 30 luglio 2015    | 25 luglio 2017     |
| Membro ex-ufficio                                      |                   |              |                   |                    |
| Governatore (Bașcan) della Gagauzia                    | Irina Vlah        | Indipendente | 15 aprile 2015    |                    |

## Realizzazioni

### Il programma "Prima Casa"
A novembre 2017 è stato avviato il programma Prima Casă. Lo scopo del programma è facilitare l’accesso delle persone fisiche all’acquisto di una casa, tramite stipulazione di contratti di prestiti bancari, sotto la garanzia parziale dello Stato, specialmente per le famiglie giovani. Il programma è diventato operante dal marzo 2018. Analisti hanno avanzato la tesi che il programma porta vantaggi ai proprietari delle società edili, i quali in tal modo si guadagnano più clienti. Il Ministro delle Finanze ha rifiutato di commentare tali rilievi.
A maggio 2018 è iniziato il programma Prima Casa 2, destinato esclusivamente ai pubblici ufficiali che hanno lavorato almeno un anno presso un istituto statale. Circa 5000 dipendenti statali potrebbero stipulare tali contratti quest’anno, visto che lo Stato è disposto a stanziare 20 milioni di lei per questo programma. L’obiettivo del programma è di motivare i giovani a lavorare negli istituti statali.
Ulteriormente, a luglio 2018 il Programma Prima Casa si estende per diventare più accessibile per le famiglie con più bambini. Il progetto "Prima Casa 3" presuppone la compensazione graduale dal bilancio statale del credito ipotecario, da 10 a 100%, in dipendenza del numero di bambini in famiglia.

### Il programma "Strade buone per la Moldova"
Nel 2018 il Governo assicurerà la riparazione e costruzione di 1200 km di strade nelle zone rurali, nel quadro del programma nazionale "Strade buone per Moldova", indipendentemente dal colore politico della località. Il Governo ha approvato il finanziamento del programma, stanziando 972 milioni di lei, con lo svolgimento dei lavori di riparazione in più di 1200 villaggi. Il Ministero dell’Economia e Infrastrutture ha presentato una mappa interattiva online del programma. La mappa contiene informazioni aggiornate per ogni regione riguardo al volume dei lavori da eseguire, la fase di realizzazione del progetto, quanti tratti di strada sono stati ricostruiti, sono in lavoro oppure devono essere ricostruiti, qual è il volume degli investimenti, il tipo dei lavori eseguiti ecc. La mappa può essere visualizzata sul sito www.drumuribune.md.
Riforma del Governo
Il 26 luglio 2017 il Governo della Repubblica Moldova entra in una nuova fase, nel contesto dell'approvazione il 21 luglio 2017, da parte del Parlamento della nuova struttura dell’Esecutivo. In questo modo, in seguito al trasferimento di competenze, i 16 ministeri vengono ridotti a nove. La riforma del Governo ha generato più critiche collegate al processo di elaborazione e realizzazione di tale iniziativa. La lista dei ministeri indicati deriva dal cambiamento del nome e assunzione di certi settori di attività, come segue:
- Il Ministero dell’Economia ha assunto i settori d’attività dal Ministero dei Trasporti e Infrastrutture delle Strade e dal Ministero delle Tecnologie Informative e delle Comunicazioni, come anche il settore edile dal Ministero dello Sviluppo Regionale e delle Costruzioni, modificando il nome in Ministero dell’Economia e Infrastrutture;
- Il Ministero della Cultura ha assunto i settori d’attività dal Ministero dell’Istruzione, dal Ministero della Gioventù e dello Sport e il settore di ricerca dall’Accademia delle Scienze di Moldova, modificando il nome in Ministero dell’Istruzione, Cultura e Ricerca;
- Il Ministero del Lavoro, Politiche Sociali e della Famiglia ha assunto i settori d’attività dal Ministero della Salute, modificando il nome in Ministero della Salute, Lavoro e Politiche Sociali;
- Il Ministero dello Sviluppo Regionale e delle Costruzioni ha assunto i settori d’attività dal Ministero dell’Agricoltura ed Industria Alimentare e dal Ministero del Medio, modificando il nome in Ministero dell’Agricoltura, Sviluppo Regionale e del Medio.[27][28]

In seduta del Governo del 30 agosto 2017 è stato approvato il Regolamento riguardo all’organizzazione e funzionamento dei nuovi ministeri, con l’organigramma, la struttura dell’apparato centrale, i settori di competenza e l’organico limite. Dalla subordinazione dei ministeri sono state relegate tutte le aziende statali oppure con capitale maggioritario dello stato, affinché i ministri siano orientati principalmente sulle politiche. Le aziende sono in gestione dell’Agenzia della Proprietà Pubblica, in subordinazione del Governo.

### Il Parco per la tecnologia dell’informazione "Moldova IT park"
Il 1 gennaio 2017 è entrata in vigore la Legge nr. 77 riguardo ai parchi IT. Il 26 ottobre 2017, 15 società dell’ATIC hanno inoltrato al Ministero dell’Economia ed Infrastrutture della RM una richiesta di creare "Moldova IT Park". Ulteriormente, il 20 dicembre 2017, il Governo ha approvato il Regolamento riguardo all’organizzazione e funzionamento dell’amministrazione del parco e il Regolamento riguardo all’iscrizione dei residenti.
Il 1 gennaio 2018 è creato il primo parco IT in Repubblica Moldova – „Moldova IT park”, creato per un periodo di 10 anni, periodo nel quale è pianificato di attirare circa 400 società IT dalla Repubblica Moldova. L’obiettivo base della nuova struttura è di assicurare una base organizzativa con una serie di meccanismi e agevolazioni innovative per spingere lo sviluppo dell’industria IT, creazione di nuovi posti di lavoro e richiamo d'investimenti locali e stranieri. L’amministratore è nominato dal Governo con un mandato di 5 anni.
Il direttore della società "Ritlabs", Maxim Masiutin, ha dichiarato che il parco IT offre condizioni attraenti per i dipendenti, che riceveranno pieno stipendio, stipulato nel contratto individuale di lavoro, senza tassazioni. A sua volta, il programmista Vitalie Eșanu, perito nel settore IT, ha dichiarato che tali schemi creano opportunità per la corruzione.
Nei primi quattro mesi dall’avviamento di „Moldova IT Park” 164 residenti si sono iscritti. Tra le agevolazioni e stimoli fiscali offerti ai residenti dei parchi IT, il più importante peso per i residenti esistenti ed eventuali, è l’imposta unica pari a 7% dal reddito dalle vendite e l’eliminazione delle barriere burocratiche.
I vantaggi del medio d’affari nel settore IT del nostro paese sono stati presentati a Iași, Romania, in occasione del Forum regionale PinAwards. Durante l’evento la Repubblica Moldova è stata presentata come destinazione attraente per le società IT, mettendo accento sui benefici della legge sui Parchi IT.

### Avvio del servizio 112
Il 112 è il numero unico per le chiamate d’urgenza, attivo in tutti i paesi membri dell’Unione Europea. Il servizio è funzionante in regime non-stop ed è gratuito per le chiamate dei cittadini sia da telefoni fissi che cellulari.
Il progetto ” Servizio 112” è stato iniziato a maggio 2012. Il nuovo sistema automatizza tutti i processi tramite un software di ultima generazione. Repubblica Moldova è il secondo paese che usa questo software. L’obbiettivo del Servizio 112 è la gestione dei casi più complessi per assicurare interventi rapidi.
Il 29 marzo 2018 è stato avviato il Servizio Nazionale Unico per le chiamate d’urgenza 112.
Il primo ministro Pavel Filip ha dichiarato durante l’inaugurazione: "È un bel progetto iniziato ancora nel 2012. È un’iniziativa di cuore per me. La sua implementazione ha durato più anni, e, nonostante, stiamo avviando il Servizio nove mesi prima della data stabilita. Con questo servizio saremmo in grado di offrire ai cittadini servizi moderni come nei paesi dell’Unione Europea". Il Governo ha approvato il Regolamento di cooperazione tra il Servizio nazionale unico per le chiamate d’urgenza 112 e i servizi specializzati d’urgenza, per garantire l’intervento immediato dei salvatori, medici oppure poliziotti per accordare l’aiuto necessario. Il regolamento prevede la delimitazione chiara delle competenze del Servizio 112 e dei servizi specializzati di urgenza – Servizio di assistenza medica urgente, Ispettorato generale della Polizia e l’Ispettorato generale per situazioni d’emergenza. Tra le competenze di basi del Servizio 112 sono la ricezione, gestione ed elaborazione delle chiamate d’urgenza su tutto il territorio della Repubblica Moldova, compilare i moduli delle chiamate d’urgenza, centralizzare, stoccare e garantire l’accesso ai dati processati dal Sistema informativa automatizzata del Servizio 112.